# Chloralodol
Clorododol (Chlorhexadol) là thuốc thôi miên/an thần. Nó là một loại thuốc lịch III ở Hoa Kỳ; tuy nhiên, hiện tại nó không được bán ở Hoa Kỳ nên không được quy định nữa.